# قایمیه‌علیا
قایمیه‌علیا، روستایی از توابع بخش دابودشت شهرستان آمل در استان مازندران ایران است.

## جمعیت
این روستا در دهستان دابوی میانی قرار دارد و براساس سرشماری مرکز آمار ایران در سال ۱۳۹۵، جمعیت آن ۳۹۲ نفر (۱۲۸ خانوار) بوده‌است.